# Колбацкое
Колбацкое — село в Ивановском районе Ивановской области России, входит в состав Тимошихского сельского поселения.

## География
Село расположено на берегу реки Тезы в 10 км на юго-восток от центра поселения деревни Тимошихи и в 30 км к северо-востоку от Иванова.

## История
Каменная церковь с колокольней и оградой в селе построена в 1833 году на средства прихожан. Престолов в церкви было три: в холодной — в честь Святой Живоначальной Троицы, в теплой трапезе: во имя Святителя и Чудотворца Николая и в честь Казанской иконы Божьей Матери.
В конце XIX — начале XX века село входило в состав Горицкой волости Шуйского уезда Владимирской губернии. В 1859 году в селе числилось 19 дворов, в 1905 году — 20 дворов.

## Население
| 1859 | 1905 | 2010 |
| ---- | ---- | ---- |
| 106  | ↘87  | ↗136 |

## Достопримечательности
В селе находится недействующая Церковь Троицы Живоначальной.